# Montana (provins)
 For alternative betydninger, se Montana (flertydig). (Se også artikler, som begynder med Montana)
Montana er en af de 28 provinser i Bulgarien, beliggende i den nordvestlige del af landet, på grænsen til Bulgariens nabolande Serbien og Rumænien. Provinsen har et areal på 3.618 kvadratkilometer og et indbyggertal (pr. 2009) på 158.353.Folketællingen 7. september 2021 viste et indbyggertal på 119.950 i provinsen. Klik på referencen under indledningen i artiklen om Bulgarien for resultat af folketælling.
Montanas hovedstad er byen Montana, der med sine ca. 54.000 indbyggere også er provinsens største by. Af andre store byer kan nævnes Lom (ca. 29.000 indbyggere), Berkovitsa (ca. 16.000 indbyggere) og Varsjets (ca. 7.000 indbyggere). Romaer udgør et etnisk mindretal i provinsen på ca. 12,5 procent.